# Joystiq
Joystiq era un blog de videojuegos fundado en junio de 2004 como parte de la familia Weblogs, Inc., ahora propiedad de AOL. Era el blog sobre videojuegos principal de AOL, con blogs hermanos que se ocupaban de los videojuegos MMORPG, en general, y el popular MMORPG World of Warcraft, en particular.
Tras descender el número de lectores, se anunció que Joystiq sería cerrada el 3 de febrero de 2015, como parte de las medidas para reducir el tamaño de operaciones de AOL para cerrar sus propiedades "de bajo rendimiento".